# Campionati francesi di sci alpino 2006
I Campionati francesi di sci alpino 2006 si svolsero a Courchevel, Val-d'Isère e Villard-de-Lans dal 24 marzo all'8 aprile. Il programma includeva gare di discesa libera, supergigante, slalom gigante, slalom speciale e combinata, tutte sia maschili sia femminili, ma la discesa libera e la combinata maschili sono state annullate.
Trattandosi di competizioni valide anche ai fini del punteggio FIS, vi parteciparono anche sciatori di altre federazioni, senza che questo consentisse loro di concorrere al titolo nazionale francese.

## Risultati

### Uomini

#### Discesa libera
La gara, originariamente in programma a Courchevel, è stata annullata.

#### Supergigante
| Pos. | Atleta                   | Nazione       | Tempo   |
| ---- | ------------------------ | ------------- | ------- |
| 1    | Pierre-Emmanuel Dalcin   | Francia       | 1:25,20 |
| 2    | Alek Glebov              | Slovenia      | 1:25,89 |
| 3    | Rok Perko                | Slovenia      | 1:25,97 |
| 4    | Thomas Frey              | Francia       | 1:26,20 |
| 5    | Jan Urfer                | Svizzera      | 1:26,25 |
| 6    | Claudio Sprecher         | Liechtenstein | 1:26,36 |
| 7    | Sébastien Fournier-Bidoz | Francia       | 1:26,39 |
| 8    | Marc Bottollier-Lasquin  | Francia       | 1:26,41 |
| 8    | Beat Feuz                | Svizzera      | 1:26,41 |
| 10   | Michael Bonetti          | Svizzera      | 1:26,61 |

Data: 8 aprile

Località: Val-d'Isère

#### Slalom gigante
| Pos. | Atleta                 | Nazione | Tempo   |
| ---- | ---------------------- | ------- | ------- |
| 1    | Joël Chenal            | Francia | 2:00,78 |
| 2    | Thomas Fanara          | Francia | 2:01,21 |
| 3    | Gauthier de Tessières  | Francia | 2:01,46 |
| 4    | Frédéric Covili        | Francia | 2:02,46 |
| 5    | Freddy Rech            | Francia | 2:01,83 |
| 6    | Pierre-Emmanuel Dalcin | Francia | 2:02,06 |
| 7    | Maxime Bonnet          | Francia | 2:02,54 |
| 8    | Gabriel Rivas          | Francia | 2:02,91 |
| 9    | Jean-Baptiste Grange   | Francia | 2:03,37 |
| 10   | Gregory Roux Vollon    | Francia | 2:03,77 |

Data: 27 marzo

Località: Courchevel

#### Slalom speciale
| Pos. | Atleta               | Nazione | Tempo   |
| ---- | -------------------- | ------- | ------- |
| 1    | Jean-Baptiste Grange | Francia | 1:41,73 |
| 2    | Pierrick Bourgeat    | Francia | 1:42,02 |
| 3    | Julien Lizeroux      | Francia | 1:42,76 |
| 4    | Steve Missillier     | Francia | 1:43,11 |
| 5    | Gaëtan Llorach       | Francia | 1:43,37 |
| 6    | Thomas Fanara        | Francia | 1:43,53 |
| 7    | Sandy Baptendier     | Francia | 1:43,96 |
| 8    | Joël Chenal          | Francia | 1:44,05 |
| 9    | Flavien Pyard        | Francia | 1:44,35 |
| 10   | Christophe Depoilly  | Francia | 1:45,07 |

Data: 26 marzo

Località: Courchevel

#### Combinata
La gara è stata annullata.

### Donne

#### Discesa libera
| Pos. | Atleta                | Nazione | Tempo   |
| ---- | --------------------- | ------- | ------- |
| 1    | Aurélie Revillet      | Francia | 1:15,81 |
| 2    | Olivia Bertrand       | Francia | 1:16,07 |
| 3    | Ingrid Jacquemod      | Francia | 1:16,12 |
| 4    | Marion Rolland        | Francia | 1:16,21 |
| 5    | Aurélie Santon        | Francia | 1:16,31 |
| 6    | Anne-Sophie Barthet   | Francia | 1:16,47 |
| 7    | Carole Montillet      | Francia | 1:16,55 |
| 8    | Clothilde Weyrich     | Francia | 1:16,56 |
| 9    | Célia Rollet          | Francia | 1:16,77 |
| 10   | Marie Marchand-Arvier | Francia | 1:16,82 |

Data: 26 marzo

Località: Courchevel

#### Supergigante
| Pos. | Atleta                | Nazione | Tempo   |
| ---- | --------------------- | ------- | ------- |
| 1    | Olivia Bertrand       | Francia | 1:32,43 |
| 2    | Ingrid Jacquemod      | Francia | 1:33,45 |
| 3    | Aurélie Santon        | Francia | 1:33,67 |
| 4    | Charlène Gardet       | Francia | 1:33,81 |
| 5    | Marie Marchand-Arvier | Francia | 1:34,17 |
| 6    | Carole Montillet      | Francia | 1:34,71 |
| 7    | Chloé Bernard-Granger | Francia | 1:35,44 |
| 8    | Marion Josserand      | Francia | 1:35,46 |
| 9    | Anne-Laure Givelet    | Francia | 1:36,06 |
| 10   | Emmanuelle Colomban   | Francia | 1:36,34 |

Data: 24 marzo

Località: Courchevel

#### Slalom gigante
| Pos. | Atleta                | Nazione     | Tempo   |
| ---- | --------------------- | ----------- | ------- |
| 1    | Chemmy Alcott         | Regno Unito | 2:11,88 |
| 2    | Aurélie Santon        | Francia     | 2:12,71 |
| 3    | Ingrid Jacquemod      | Francia     | 2:12,77 |
| 4    | Anne-Sophie Barthet   | Francia     | 2:12,82 |
| 5    | Taïna Barioz          | Francia     | 2:13,39 |
| 6    | Marion Bertrand       | Francia     | 2:13,44 |
| 7    | Carolina Ruiz         | Spagna      | 2:13,66 |
| 8    | Aline Bonjour         | Svizzera    | 2:13,71 |
| 9    | Miriam Gmür           | Svizzera    | 2:13,88 |
| 10   | Chloé Bernard-Granger | Francia     | 2:14,07 |

Data: 2 aprile

Località: Villard-de-Lans

#### Slalom speciale
| Pos. | Atleta            | Nazione | Tempo   |
| ---- | ----------------- | ------- | ------- |
| 1    | Vanessa Vidal     | Francia | 1:35,94 |
| 2    | Sandrine Aubert   | Francia | 1:36,92 |
| 3    | Nastasia Noens    | Francia | 1:37,61 |
| 4    | Aurélie Santon    | Francia | 1:37,82 |
| 5    | Tamara Vidoni     | Francia | 1:38,44 |
| 6    | Anémone Marmottan | Francia | 1:39,74 |
| 7    | Tessa Worley      | Francia | 1:40,41 |
| 8    | Christie Lerat    | Francia | 1:40,79 |
| 9    | Olivia Bertrand   | Francia | 1:44,59 |
| 10   | Marie Jaccaz      | Francia | 1:46,06 |

Data: 28 marzo

Località: Courchevel

#### Combinata
| Pos. | Atleta        | Nazione |
| ---- | ------------- | ------- |
| 1    | Vanessa Vidal | Francia |
| 2    | ?             | ?       |
| 3    | ?             | ?       |